# Don Juan de Marana
Don Juan de Marana (fr. Don Juan de Marana) – dramat Alexandre’a Dumasa (ojca) z 1835 roku oparty na opowiadaniu Prospera Mériméego Czyśćcowe dusze, będącym romantyczną wersją legendy o don Juanie.

## Geneza utworu
Pracę nad dramatem Dumas podjął na początku 1835 roku. Założył w tym czasie wspólnie z wydawcą Drouotem de Charlieu spółkę akcyjną mającą sfinansować wyprawę naukową w rejon Morza Śródziemnego i zabiegał o rozprowadzenie stu tysiącfrankowych akcji. Aby zamknąć budżet przedsięwzięcia napisał kilka opowiadań, dokończył Izabelę Bawarską, pomógł Cordelierowi-Delanoue w pracy nad dramatem Cromwell i Karol. W tym czasie zrobił też notatki do „imponującego”, jak go sam określił, Don Juana de Marana czyli upadku anioła, misterium w pięciu aktach według opowiadania Prospera Mériméego Czyśćcowe dusze.
Wyprawa wyruszyła z Paryża 12 maja 1835. Wzięli w niej udział obok Dumasa, malarz Jadin i ówczesna towarzyszka życia pisarza, Ida Ferrier. Trasa podróży wiodła przez Lyon, Awinion, Aix-en-Provence do Marsylii i Tulonu, gdzie Dumas zarządził kilkutygodniową, wakacyjną przerwę. W Tulonie, w wynajętej, małej baszcie nad przystanią, gdzie Ida oddawała się błogiemu lenistwu, a Jadin rysował, Dumas kontynuował pracę nad dramatem. Brak mu było jednak natchnienia, dreptał w miejscu, aż wreszcie „odbębnił” piąty akt i niechętnie wysłał rękopis do Paryża. Skończyłem dramat 12 czerwca – zapisał w notatniku – Wysłałem 14 do Paryża, nie jestem zadowolony, Jadin mnie pociesza. Mimo to nie wierzę, by odniósł większy sukces.

## Osoby
| Osoba                | Jej rola w dramacie                          | Aktor premierowy |
| -------------------- | -------------------------------------------- | ---------------- |
| Dobry anioł          |                                              | Ida Ferrier      |
| Siostra Marta        | zakonnica                                    | Ida Ferrier      |
| Don Juan             |                                              | Bocage           |
| Don Luis de Sandoval | znany madrycki kobieciarz, gracz i szermierz | Chilly           |
| Don José             | młodszy brat don Juana                       | Delafosse        |
| Don Cristoval        | towarzysz don Juana                          | Émile            |
| Don Manuel           | towarzysz don Juana                          | Charles C.       |
| Don Pedro            | towarzysz don Ssandovala                     | Tournan          |
| Don Henriquez        | towarzysz don Ssandovala                     | Alfred           |
| Dom Mortès           | dominikanin                                  | Héret            |
| Teresina             | kochanka don Joségo                          | pani Adolphe     |
| Paquita              | służąca Teresiny                             | pani Astruc      |
| Vittoria             | kochanka don Juana                           | panna George     |
| Carolina             | kochanka don Cristovala                      | Isabelle         |
| Juana                | kochanka don Manuela                         | Cordier          |
| Inès                 | kochanka don Sandovala                       | Moralès          |

## Treść

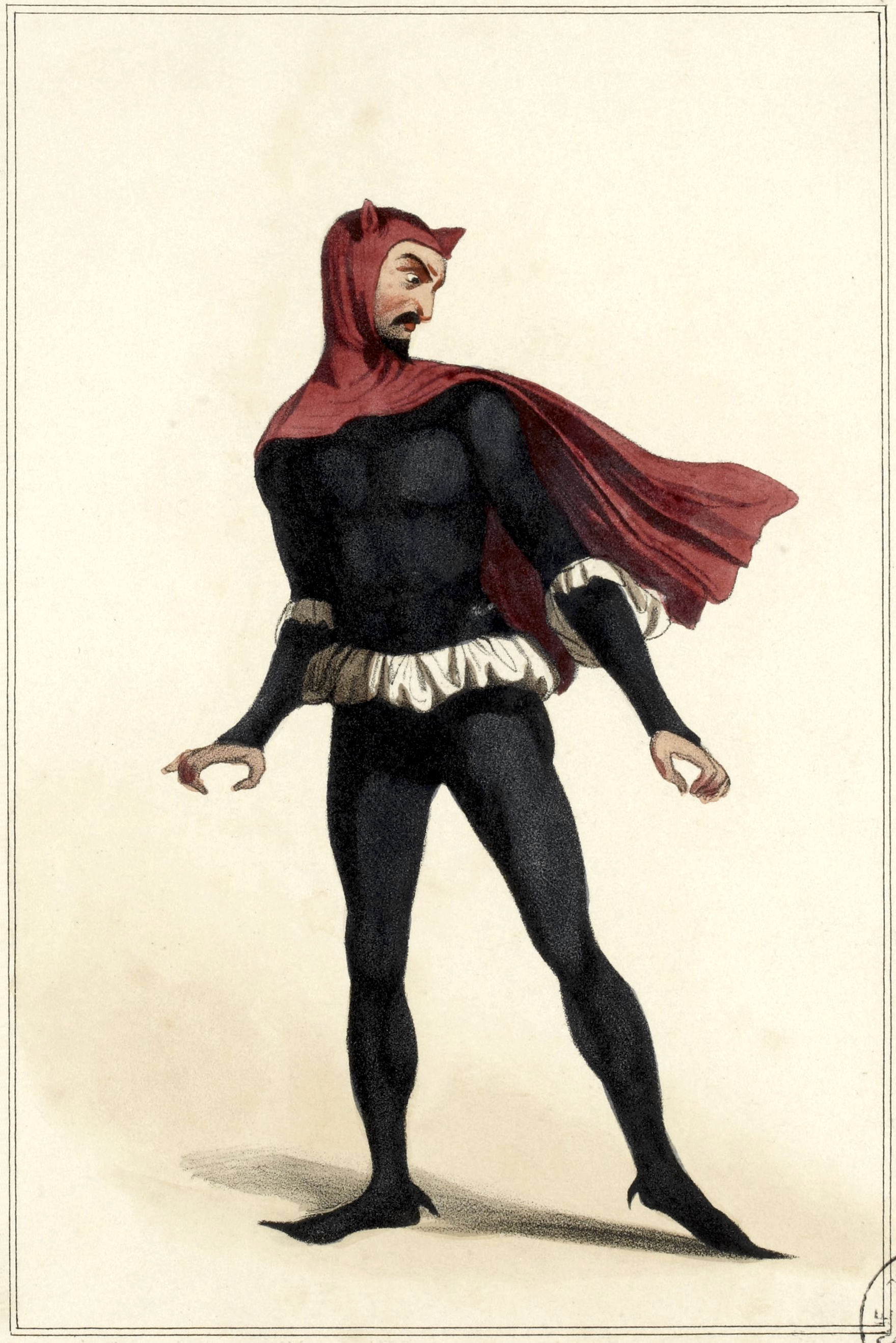
Zły anioł (Mélingue) w Don Juan de Marana.

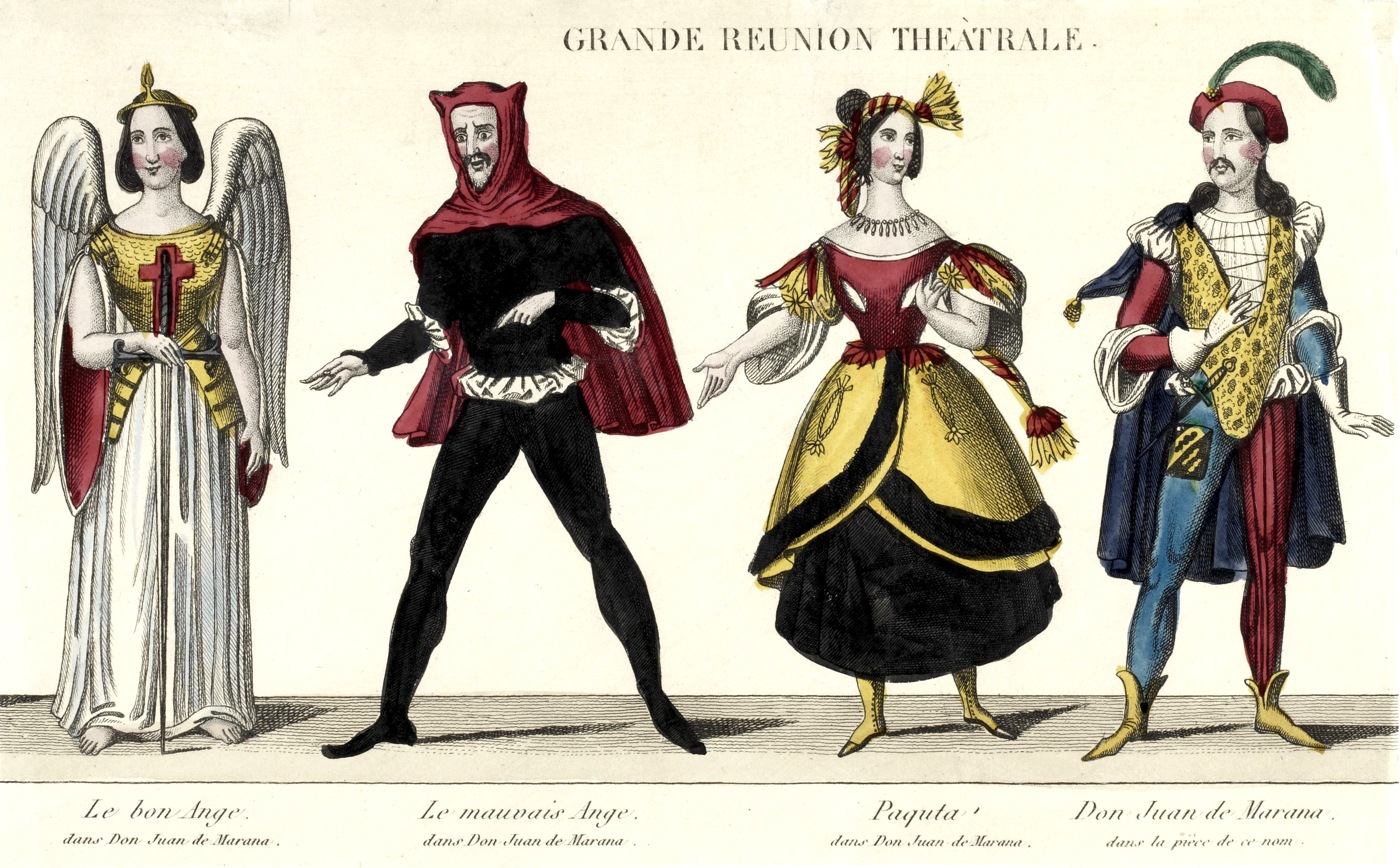
Mademoiselle Ida (Dobry Anioł), Étienne Mélingue (Zły Anioł), Madame Astruc (Paquita) i Durocher (Don Juan de Marana) w Don Juan de Marana.

### Akt I
Rzeźba w pałacu Maranów przedstawia powalonego Złego Anioła, deptanego przez Dobrego Anioła z mieczem w dłoni. Zły Anioł prosi, by Dobry dał mu trochę odetchnąć, lecz z wyroku Najwyższego nie stanie się to dopóki któryś z Maranów nie popełni jakiegoś bezeceństwa. Don Juan bawi się ze swymi przyjaciółmi i ich towarzyszkami, uwodzi Carolinę. Don Cristoval, pozbawiony kochanki, podbiera don Manuelowi Juanę. Temu ostatniemu pozostaje więc dawna kochanka don Juana, Vittoira. Kiedy zebrani dowiadują się, że ojciec don Juana jest ciężko chory, wychodzą. W pałacu zjawia się dominikanin don Mortès. Don Juan przez uchylone drzwi widzi, że ojciec zmienia testament na korzyść jego młodszego brata z nieprawego łoża, don Joségo. Nie chcąc dopuścić do jego podpisania wpada do pokoju zabija księdza i wydziera mu z rąk pergamin. Kiedy wraca, spostrzega, że rzeźba z aniołami znikła. Przybywa don José, wezwany przez don Mortèsa. Don Juana powstrzymuje go przed spotkaniem z ojcem do momentu, gdy starzec kona. Waha się, czy nie powinien teraz wspomóc brata materialnie, ulega jednak podszeptom Złego Ducha, a ten zachęca go jeszcze, by uwiódł bratu jego kochankę, doñę Teresinę.

### Akt II
Doña Teresina nudzi się a jej służąca Paquita zabawia ją opowieściami o romansach. Przed pałacem zjawia się don Juan, który próbuje się spotkać z doñą Teresiną. Gdy to się nie udaje, zostawia pod jej drzwiami skrzynkę z klejnotami. Doña Teresina nakazuje Paquicie zwrócić ją nazajutrz, nie potrafi się jednak oprzeć pragnieniu przymierzenia klejnotów. Zły Duch zaczyna ją kusić obrazami życia na dworze królewskim. Przerażona natarczywością wizji, Teresina wzywa pomocy. Zjawia się don Juan. Doña Teresina coraz słabiej opiera się jego zalotom. Na szczęście przybywa don José. Don Juan zaprzecza jego pochodzeniu i szlachectwu. Don José dobywa szpady, zostaje jednak pokonany przez brata i umieszczony pod strażą w pałacu. Don Juan i Teresina wyjeżdżają do Madrytu. Don José wzywa Złego Ducha na pomoc. Chce dogonić don Juana i zemścić się na nim. Zły Duch nakłania go do zstąpienia do grobowca jego ojca i zdobycia jego podpisu pod testamentem spisanym przez don Mortèsa, który trafił w jego ręce.
W niebie Dobry Anioł zjawia się przed Matką Boską i prosi ją, by mógł jeszcze raz spróbować, tym razem w postaci kobiety, zawrócić don Juana ze złej drogi.

### Akt III
W madryckiej oberży don Juan mierzy się z don Sandovalem, sławnym kobieciarzem, graczem i szermierzem. Don Sandoval wskazuje mu na liście jego podbojów, od prostej mieszczki do kochanki papieża, brak jeszcze oblubienicy Boga. Don Juan przyjmuje wyzwanie i zobowiązuje się w osiem dni uwieść zakonnicę. W karty wygrywa od don Sandovala kolejno sakiewkę, złotą agrafę, jego zamek i kochankę doñę Ines. Don Sandoval ostrzega go, że potrafi ona posługiwać się biegle zarówno sztyletem, jak i trucizną. Doña Ines żąda od don Juana, by zabił don Sandovala, bo może należeć tylko do jednego żyjącego mężczyzny. Sama postanawia się zemścić na don Juanie. Don Sandoval ginie w pojedynku z ręki don Juana. Zwycięzca, domaga się jednak od doñi Ines, by pierwsza napiła się wina. Umierająca doña Ines, prosi don Juana, by odwiedził jej siostrę, Martę, która jest zakonnicą i poprosił ją o modlitwę za nią.
Don José schodzi do krypty, gdzie został pochowany jego ojciec i prosi go, by uznał w nim swego dziedzica. Płyta grobowa odsuwa się i zmarły podpisuje testament.

### Akt IV
Don Juan zjawia się w klasztorze z poselstwem od doñi Ines, zmienia jednak jego treść i zaczyna zalecać Marcie swą miłość i namawiać ją, by wbrew sobie nie marnowała życia w klasztorze. Proponuje jej, by udali się wspólnie do papieża, aby uwolnił ją od ślubów, a kiedy Marta nadal się waha, wkłada jej na palec pierścionek zaręczynowy. Marta zgadza się odjechać wraz z nim. Kiedy odchodzi, na grobie doñi Ines, podnosi się jej posąg. W kaplicy pojawiają się posągi Caroliny, Vittorii, don Mortèsa, Sandovala i doñi Ines ze świecami w ręku. Carolina, która została zasztyletowana przez zazdrosną o don Juana Vittorię, uznaje go winnym swej śmierci. Vittoria, skazana za morderstwo, uznaje go winnym swej śmierci, podobnie don Mortès, don Sandoval i doña Teresina, która porzucona, popełniła samobójstwo. Zjawia się Anioł Sądu i ogłasza, że Bóg daje don Juanowi, godzinę, by się nawrócił. Don Juan pada jak rażony gromem. Nadchodzącej Marcie oznajmia, że zostaje trapistą.
Don Juan spędza noce we własnym grobie. Wyznaje swemu przełożonemu, że modlitwą próbuje odpędzić koszmary, będące wspomnieniami przeszłego życia. Do klasztornego ogrodu trafia Marta, która doznała pomieszania zmysłów. Śmieje się, płacze i wzywa ukochanego. Po jej odejściu zjawia się don José i pokazuje bratu podpisany przez ojca testament. Don Juan gratuluje i uznaje w nim dziedzica majątku rodowego. Don José chce jednak w pojedynku pomścić na nim doznane zniewagi i śmierć doñi Teresiny. Gdy don Juan odmawia, upokarza go. Rozgniewany don Juan chwyta za szpadę i zabija w pojedynku brata, po czym porzuca klasztor.

### Akt V
Dobry Anioł przywraca Martę do zdrowia umysłowego. Marta nadal jednak marzy o ukochanym i jest gotowa oddać tysiąc dni swego życia za jeden z don Juanem. Zły Anioł proponuje jej jeden dzień za wieczność. Dziewczyna podpisuje cyrograf i umiera. Don Juan znajduje ją martwą. Zaklina ją w imię łączącej ich miłości. Marta wstaje i bez słowa udaje się z nim w dalszą drogę.
Podróżni zatrzymują się w na wpół zrujnowanym zamku. Don Juan udaje się na pokoje, by się przebrać. Zły duch wzywa umarłych na bal. Służący podaje don Juanowi wino – które jest krwią, wylaną przez niego. Gdy don Juan żąda raczej wody – kosztuje łez, które zostały przez niego wylane. Rozpoznawszy w służącym don Sandovala, wyzywa go na pojedynek. Ma dosyć oczekiwania na Boga, który rzekomo dał mu godzinę, by się nawrócił i daje Bogu kwadrans, by się mu ukazał. W pojedynku don Sandoval rani go śmiertelnie płonącą szpadą. Zjawiają się Carolina, Vittoria, doña Teresina, doña Ines i Marta. Zegar wskazuje pięć minut do północy. Każda z kobiet przesuwa wskazówkę o minutę. Marta objawia don Juanowi, że tak naprawdę jest Aniołem Przebaczenia i w imię jej miłości do niego wzywa go do nawrócenia. Don Juan uznaje jej zwycięstwo, prosi Boga o zmiłowanie i umiera.

## Premiera
Z podróży po Włoszech i Sycylii pisarz wrócił w przeddzień Bożego Narodzenia 1835. Wprawdzie prasa, wobec politycznego marazmu, skupiła się na atakowaniu renomowanych nazwisk, zarzucając Dumasowi, że się skończył, o ile jeszcze żyje, pisarz był jednak dobrej myśli. Przywiózł z wyprawy dwie sztuki, powieść i dwa tomy spisywanych na gorąco impresji z podróży. Był pewien, że zamknie usta krytykom.
Dyrektor teatru Porte-Saint-Martin, Harel, przyjął Don Juana, którego mu wysłał jeszcze z Tulonu. Do głównej roli kobiecej zaangażował Idę Ferrier. Premiera odbyła się 30 kwietnia 1836 roku. Tło muzyczne zapewnił sztuce Louis Alexnadre Piccini, modny podówczas kompozytor, przyjemnych dla ucha utworów. Mimo tego spektakl nie przypadł widzom do smaku. Byli rozczarowani nie tyle treścią, co inscenizacją. Zaśmiewali się i gwizdali na widok Idy Ferrrier, próbującej się wcielić w „Anioła” niewinności. Następnego dnia prasa brukowa zaatakowała pisarza i jego protegowaną. Dumas, który w międzyczasie zapomniał o swoich wątpliwościach z czerwca ubiegłego roku i wierzył, że tym utworem wzniesie sobie pomnik, teraz zaczął się obawiać, że wykopał sobie grób. Harel był załamany i chociaż zaakceptował wcześniej inną sztukę Dumasaː Paula Jonesa, teraz postanowił jej nie wystawiać.